# Рязановский, Николай Валентинович
Никола́й Валенти́нович Рязановский (англ. Nicholas V. Riasanovsky 21 декабря 1923 года, Харбин — 14 мая 2011 года, Окленд) — американский историк русского происхождения.

## Биография
Родился в Харбине в семье юриста и учёного-правоведа В. А. Рязановского. В 1938 году вместе с родителями переехал в США.
Окончил Орегонский университет со степенью бакалавра по истории (1943). В 1943—1946 годах служил в армии США.
Продолжил образование в Гарвардском университете, где учился у Михаила Карповича. Получив стипендию Родса, продолжил образование в Оксфордском университете.
В 1949—1957 годах преподавал в Айовском университете. В течение 40 лет, до выхода на пенсию в 1997 году, преподавал в Калифорнийском университете в Беркли.
В 1963 году опубликовал учебник по истории России (A History of Russia), который стал стандартным в американских университетах и много раз переиздавался.
Член Русской академической группы в США.